# Pol Bueso Paradís
Pol Bueso Paradís   (Moncofa, 27 d'abril de 1985) és un futbolista valencià que juga a la posició de defensa central o també en la de lateral esquerrà al Arenteiro.

## Trajectòria
Després de fer-se jugador a El Bovalar, Pol Bueso va tenir oportunitats en el primer equip del CE Castelló al llarg de la temporada 2007/08. Amb la destitució de Pep Moré i l'arribada del mercat hivernal, Pol fou cedit a l'AD Ceuta, de Segona divisió B. L'equip nord-africà es classificà per al playoff d'ascens, però Pol no tingué massa protagonisme. Des de la temporada següent forma part de la primera plantilla.

## Estadístiques
Estadístiques del jugador.
| Club          | Temporada     | Lliga   | Lliga | Copa    | Copa | Total   | Total |
| Club          | Temporada     | Partits | Gols  | Partits | Gols | Partits | Gols  |
| ------------- | ------------- | ------- | ----- | ------- | ---- | ------- | ----- |
| CE Castelló B | 2005/06       | ?       | ?     | —       | —    | ?       | ?     |
| CE Castelló B | 2006/07       | 17      | 0     | —       | —    | 17      | 0     |
| CE Castelló B | Total         | 17      | 0     | —       | —    | 17      | 0     |
| AD Ceuta      | 2007/08       | 8       | 1     | —       | —    | 8       | 1     |
| AD Ceuta      | Total         | 8       | 1     | —       | —    | 8       | 1     |
| CE Castelló   | 2007/08       | 3       | 0     | 1       | 0    | 4       | 0     |
| CE Castelló   | 2008/09       | 15      | 0     | 3       | 0    | 18      | 0     |
| CE Castelló   | Total         | 18      | 0     | 4       | 0    | 22      | 0     |
| Total carrera | Total carrera | 43      | 1     | 4       | 0    | 47      | 1     |